# Masato Tsujii
Masato Tsujii (ur. 26 sierpnia 1964) – japoński matematyk, od 2007 profesor Uniwersytetu Kiusiu. Zajmuje się układami dynamicznymi i teorią ergodyczną.

## Życiorys
Stopień doktora uzyskał w 1993 na Kyoto University. Karierę zawodową rozpoczął w Tokyo Institute of Technology, następnie pracował na Uniwersytecie Hokkaido. Od 2007 jest profesorem Uniwersytetu Kiusiu.
Swoje prace publikował m.in. w „Ergodic Theory and Dynamical Systems” i „Communications in Mathematical Physics” oraz najbardziej prestiżowych czasopismach matematycznych świata: „Inventiones Mathematicae” i „Acta Mathematica”. Jest redaktorem „Ergodic Theory and Dynamical Systems”.
W 2014 roku wygłosił wykład sekcyjny na Międzynarodowym Kongresie Matematyków w Seulu, a w 2019 był wyróżnionym prelegentem (keynote speaker) na konferencji Dynamics, Equations and Applications (DEA 2019).